# Anaxyrus mexicanus
Il rospo sud-occidentale (Bufo mexicanus) è una specie di rospo della famiglia Bufonidae endemica del Messico
Il suo habitat naturale è costituito dalle foreste temperate e dai fiumi.
È minacciata soprattutto dalla perdita di habitat.